# Rysslands damlandslag i ishockey
Rysslands damlandslag i ishockey representerar Ryssland i ishockey på damsidan.
Den 1 april 1994 spelade Ryssland sin första damlandskamp i ishockey, i Brampton i Kanada, där man förlorade med 1–2 mot Schweiz. Rysslands damer var rankade på 6:e plats i världen efter VM 2008.

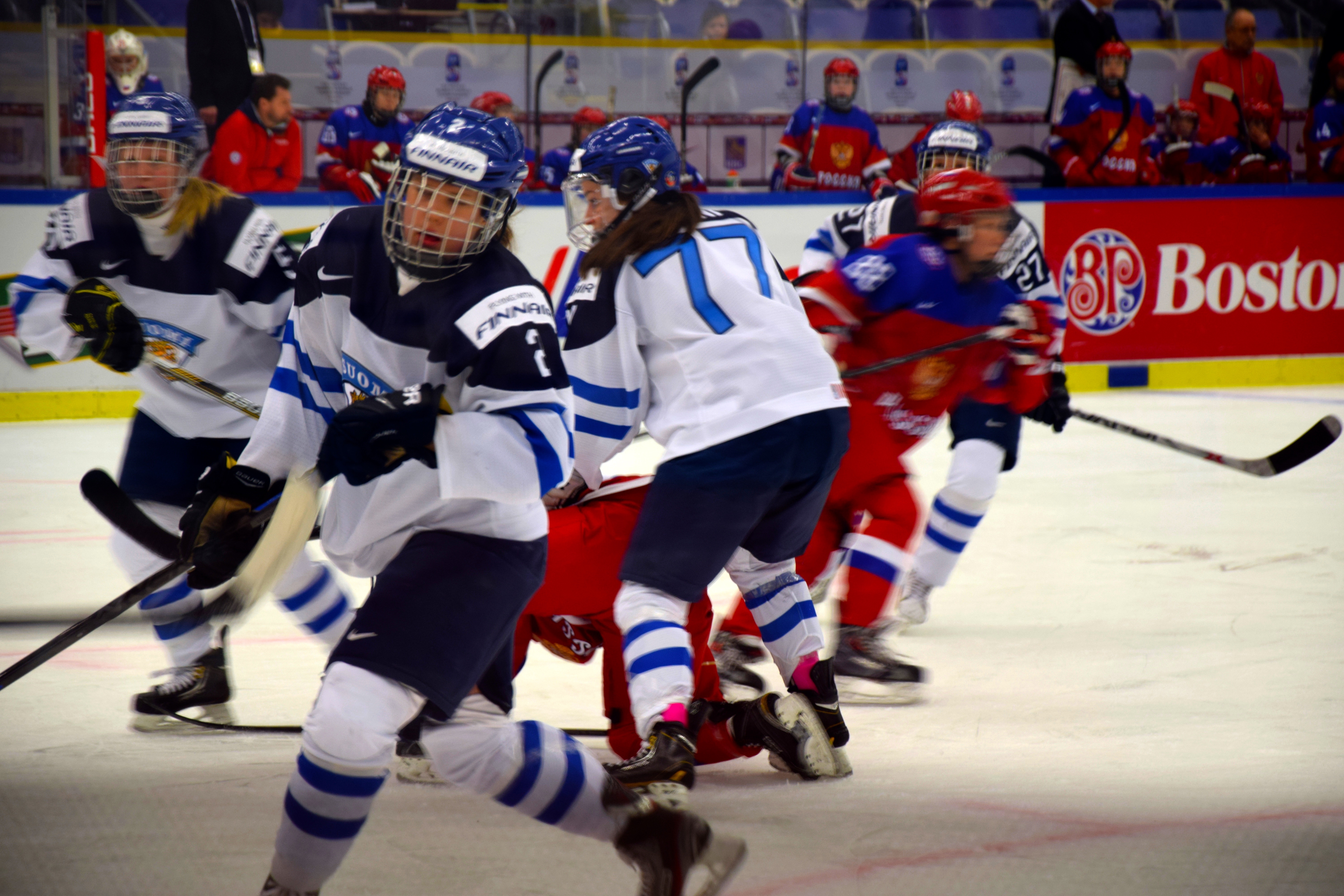
Rysslands möter Finland vid världsmästerskapet i Sverige i april 2015.

General manager blev den 7 december 2012 Aleksej Jasjin.
I samband med Rysslands invasion av Ukraina i februari 2022 beslutade sig Internationella ishockeyförbundet för att stänga av Ryssland från allt internationellt spel.

## Profiler
- Maria Barykina
- Tatjana Burina
- Irina Gasjtjennikova
- Tatjana Sotnikova
- Svetlana Trefilova